# Jazziza
A Jazziza Aziza Mustafa Zadeh azeri (azerbajdzsáni) zongorista, énekesnő és zeneszerző ötödik lemeze. Megjelent 1997-ben. Az album címe Aziza gyermekkori beceneve, melyet édesapjától, tanítójától, Vagif Mustafa Zadehtől kapott.

## Számok
1. Lover Man – 6:37 - (Jimmy Davis; Jimmy Sherman; Roger "Ram" Ramirez)
2. Sunny Rain – 6:09 - (Aziza Mustafa Zadeh)
3. My Funny Valentine – 7:46 - (Lorenz Hart; Richard Rodgers)
4. Scrapple from the Apple – 1:19 - (Charlie Parker)
5. Character – 5:57 - (Aziza Mustafa Zadeh)
6. Nature Boy – 5:55 - (Eden Ahbez)
7. You've Changed – 5:53 (Bill Carey & Carl Fisher)
8. Butterflies – 1:32 - (Aziza Mustafa Zadeh)
9. Black Orpheus – 8:18 - (Antonio Carlos Jobim)
10. How Insensitive – 5:39 - (Antonio Carlos Jobim)
11. Take Five – 6:58 - (Paul Desmond)
12. I Can't Sleep – 4:15 - (Aziza Mustafa Zadeh)

## Előadók
- Aziza Mustafa Zadeh - zongora, ének
- Toots Thielemans - harmonika
- Eduardo Contrera - ütőhangszerek
- Philip Catherine - gitár